# Sibiriulus profugus
Sibiriulus profugus är en mångfotingart som först beskrevs av Anton Julius Stuxberg 1876.  Sibiriulus profugus ingår i släktet Sibiriulus och familjen kejsardubbelfotingar. Inga underarter finns listade i Catalogue of Life.